# Nem beszélek zöldségeket!
A Nem beszélek zöldségeket! (franciául: La Tête en friche) egy 2010-es francia film, amelyet Jean Becker rendezett Marie-Sabine Roger azonos című könyve alapján. A főbb szerepekben Gérard Depardieu, Gisèle Casadesus, Claire Maurier, Maurane és François-Xavier Demaison látható. A film egy írástudatlan férfi történetét meséli el, aki egy idősebb, olvasott nővel ismerkedik meg.

## Történet
Germain egy 45 éves, írástudatlan ezermester. A film során visszapillantásokban gyerekként látjuk, akit az iskolában lassú olvasása miatt a tanárok és a többi diák egyaránt piszkálnak, és akit az anyja folyamatosan emlékeztet arra, hogy ügyetlen és nemkívánatos, és nem sok szeretetet kap tőle, bár megvédi, amikor az egyik barátja megpofozza. Hűséges ember, jó szívvel, de hiányzik belőle az önbecsülés. Az anyja háza mellett parkoló lakókocsiban él, ahol zöldségeskertet művel. Némi pluszpénzre úgy tesz szert, hogy a heti termelői piacon árulja a zöldségeit, és kölcsönkér egy teherautót a bárból, ahol a barátaival együtt törzsvendég. Barátnője, Annette egy fiatalabb nő, aki a helyi buszt vezeti. Őszintén szereti ezt az édes, egyszerű és szeretetteljes férfit.
Egy délután Germain találkozik Margueritte-tel, egy törékeny, 95 éves asszonnyal, aki ugyanarra a padra ül vele, hogy galambokat etessen. A 19 madarat már annyiszor megfigyelte, hogy mindegyiket ismeri és elnevezte. Megtudja, hogy a nő magasan képzett, és megtudja, hogy korábban az Egészségügyi Világszervezetnél dolgozott tudósként. Egy falusi nyugdíjasotthonban él, és gyakran olvas. Albert Camus A pestis című művének egy szövegén keresztül kapcsolódnak össze. Mivel Germain alig tud olvasni, Margueritte elkezdi felolvasni neki a könyvet. Lassan kezdi értékelni a szavak és a mondatok szépségét, mert jó hallgatósággal és élénk képzelőerővel rendelkezik. Germainre hatással van a szimbolizmus, amelyet Camus ebben a filozófiai regényben használ, kitágítva látókörét. A páros minden nap találkozik, hogy folytassák az olvasásukat. Barátság alakul ki kettejük között. Margueritte végül odaadja neki régi szótárát. Ebben próbál olyan szavakat találni, amelyek érdeklik, de mivel nem tud betűzni, túlságosan frusztrálónak találja a szótárat. Elhatározza, hogy visszaadja, amikor Margueritte meghívja magához teára.
Elmondja neki, hogy a látása fokozatosan romlik, és hogy hamarosan már nem lesz képes önállóan járni. Germain elhatározza, hogy felcseréli a szerepeket, és megpróbál felolvasni neki, de előbb az ő olvasási készségét kell fejlesztenie. Annette támogatásával megtanul egy történetet felolvasni Margueritte-nek. Röviddel ezután Germain otthon holtan találja az édesanyját, és kétségbeesik.
A közjegyzőnél megtudja, hogy az anyja tulajdonában van a háza, amiről eddig azt hitte, hogy bérli. Szigorú takarékoskodásból jelentős vagyont halmozott fel, és mindig is az volt a szándéka, hogy ezt ráhagyja, de soha nem mondta el neki. Közben Annette bejelenti, hogy terhes. Germain eddig habozott a gyermekvállalással, mert úgy gondolta, nem tud eleget nyújtani nekik. Annette azt mondja neki, hogy ne aggódjon, ő tud szeretetet adni. Amikor Margueritte kénytelen elhagyni a nyugdíjas otthonát egy kisebb flandriai otthonért, félreteszi a szótárát Germainnek. A férfi a nyomára bukkan, és visszahozza, hogy vele éljen az anyja házában. Visszatérésükkor a férfi felolvas Margueritte-nek egy neki írt verset.

## Szereplők
- Germain Chazes szerepében Gérard Depardieu
- Margueritte szerepében Gisèle Casadesus
- Jacqueline szerepében Claire Maurier
- Francine szerepében Maurane
- Gardini szerepében François-Xavier Demaison, aki a fiatalabb Jacqueline szeretője
- Jacqueline szerepében Anne Le Guernec
- a fiatal Jacqueline szerepében Amandine Chauveau
- Annette szerepében Sophie Guillemin
- gyermekkori Germain szerepében Florian Yven
- Landremont szerepében Patrick Bouchitey
- Monsieu Bayle szerepében Régis Laspalès
- Joseph, a szakács szerepében Jean-François Stévenin
- Youssef szerepében Lyes Salem
- Julien szerepében Matthieu Dahan
- Marco szerepében Bruno Ricci
- Stéphanie szerepében Mélanie Bernier

## Háttér
A végső stáblista a következő városokat említi a forgatás helyszíneként: Pons, Rochefort, Cozes, Cognac és Chateaubernard.
A Margueritte és Germain számára olvasmányként használt regények: Albert Camus: La Peste, Romain Gary: La Promesse de l'aube és Jules Supervielle: L'Enfant de la haute mer.

## Fogadtatás
A Rotten Tomatoes kritika-gyűjtő weboldalon a film 60 kritika alapján 85%-os tetszést aratott, és 6,4/10-es átlagértékelést kapott. A weboldal kritikai konszenzusa szerint "szentimentális és szirupos, de ez nem elég ahhoz, hogy megakadályozza, hogy a Délutánjaim Margueritte-tel ne legyen igazán megható". A Metacriticen a film súlyozott átlagpontszáma 59 pont a 100-ból, 16 kritikus alapján, ami "vegyes vagy átlagos kritikát" jelent..

## Fordítás
Ez a szócikk részben vagy egészben  a   My Afternoons with Margueritte című angol Wikipédia-szócikk ezen változatának fordításán alapul.  Az eredeti cikk szerkesztőit annak laptörténete sorolja fel. Ez a jelzés csupán a megfogalmazás eredetét és a szerzői jogokat jelzi, nem szolgál a cikkben szereplő információk forrásmegjelöléseként.